# The Final
The Final é um filme de terror produzido nos Estados Unidos, dirigido por Jason Kabolati e lançado em 2010. Foi protagonizado por Jascha Washington, Julin, Justin S. Arnold, Lindsay Seidel, Marc Donato, Ryan Hayden e Travis Tedford.